# Peresiella spathulata
Peresiella spathulata är en ringmaskart som beskrevs av Ewing 1984. Peresiella spathulata ingår i släktet Peresiella och familjen Capitellidae.
Artens utbredningsområde är Mexikanska golfen. Inga underarter finns listade i Catalogue of Life.